# Rafflesbaai
De Rafflesbaai is een baai aan de noordkust van het schiereiland Cobourg in het Noordelijk Territorium van Australië. De baai werd in 1818 door de Britse ontdekkingsreiziger Phillip Parker King vernoemd naar Thomas Stamford Raffles.

## Geografie

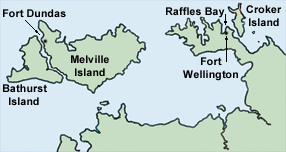

De baai ligt 210 kilometer ten noordoosten van Darwin. Ze is tien kilometer lang van noord naar zuid, vijf kilometer breed aan haar monding en 3 kilometer breed aan de kant van het vasteland. De baai mondt uit in de straat van Bowen tussen het schiereiland Cobourg en het Crookereiland in de Arafurazee. De Arafurazee maakt deel uit van de Indische Oceaan.
De drie meest nabijgelegen stranden zijn Aralaij Beach, Pococks Beach en Bonkalji Beach. Het dichtstbij gelegen plaatsje is Minjilang op Crookereiland.
Rafflesbaai kent een droog en regenseizoen. Het droge seizoen loopt van juni tot oktober en ontvangt gemiddeld 56,9 mm regen bij gemiddelde dagtemperaturen die schommelen tussen 27,3 en 31,5°C en nachttemperaturen tussen die schommelen tussen 21,6 en 24,5°C. Het regenseizoen loopt van november tot mei en kent een gemiddelde regenval van 1333.3 mm bij gemiddelde dagtemperaturen die schommelen tussen 29,6 en 33°C en nachttemperaturen die schommelen tussen 23,8 en 25,1°C.

## Fort Wellington
Begin jaren 1820 besliste de Britse overheid om een nederzetting op te richten in het noorden van Australië. John Begbie van de East India Trade Committee en W.M.Barnes hadden bij de overheid gelobbyd, nadat Nederland zijn accijnzen op de buitenlandse handel in zijn havens in Oost-Indië wilde verhogen. Er was nood aan een militaire en commerciële aanwezigheid in het noorden van Australië.
In 1824 werd de nederzetting Fort Dundas gesticht op Melville-eiland. De nederzetting voldeed echter niet aan de verwachtingen en in 1826 begon de zoektocht naar een betere locatie. Kapitein James Stirling leidde een expeditie met het schip HMS Succes. Op 17 juni 1827 stichtte hij de nederzetting Fort Wellington aan de Rafllesbaai. Het vee werd ontscheept, groentetuinen aangelegd en in juli werd het fort gebouwd. Fort Dundas werd ontruimd en mensen en goederen overgebracht naar Fort Wellington. De nederzetting werd bevolkt door haar commandant kapitein H.G Smyth, een chirurg, een winkelier, dertig soldaten van het 39e regiment, veertien mariniers en tweeëntwintig gevangenen. Het leven was hard en de kolonisten leden aan ziekten zoals scheurbuik. Kapitein Smyth trad uit dienst wegens ziekte en werd in augustus 1828 door Collet Barker vervangen.

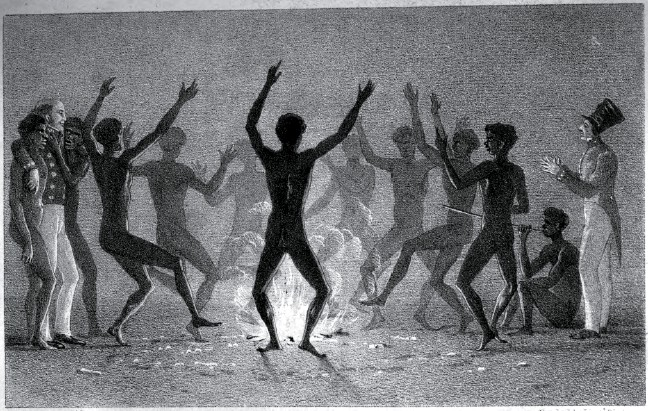
Raffles Bay, A.Picken, 1835

Onder Barker ging de toestand in de nederzetting er op vooruit. De relaties met de Aborigines en het moreel van de troepen verbeterden en er waren handelscontacten met vissers uit Oost-Indië. De vooruitgang kwam echter te laat. De beslissing om na Fort Dundas ook Fort Wellington op te doeken was reeds genomen. 
In 1829 werd de nederzetting ontruimd. Een derde nederzetting op het schiereiland, Port Essington, werd in 1837 opgericht. Ook deze nederzetting zou weer verlaten worden.

## Nationaal Park
De Rafflesbaai maakt deel uit van het 4.500 km² grote nationaal park Garig Gunak Barlu.